# Agustín Marroquín
Agustín Marroquín (Tulancingo, Hidalgo, 1774 - Chihuahua, Chihuahua, 10 de mayo de 1811), fue un torero criollo y un famoso criminal de su tiempo, así como participante en la primera etapa de la Guerra de Independencia de México, siendo conocido por ejecutar españoles por órdenes del padre Miguel Hidalgo durante esta etapa. Fue apresado, conducido a Chihuahua y fusilado al lado de Hidalgo y Allende y otros jefes insurgentes con quienes compartió su suerte.